# یان اکسل بلومبرگ
یان اکسل بلومبرگ (انگلیسی: Jan Axel Blomberg؛ زادهٔ ۲ اوت ۱۹۶۹) موسیقی‌دان، ترانه‌نویس اهل نروژ است. وی از سال ۱۹۸۷ میلادی تاکنون مشغول فعالیت بوده‌است.